# Richard Schneider (Musikpädagoge)
Richard Schneider (* 24. Februar 1884 in Berlin; † nach 1936) war ein deutscher Komponist und Musikpädagoge.

## Leben und Werk
Richard Schneider wirkte zunächst als Seminarmusiklehrer in Jüterbog. Seit 1927 unterrichtete er als Dozent und Professor an der Pädagogischen Akademie Kiel.
Schneider komponierte diverse Chöre. Er war Mitherausgeber des Werkes Singendes Volk mit Auflagen aus den 1920er und 1930er Jahren, einem Buch zum Singen und Musizieren in Schule und Haus.